# Столбово (Курганская область)
Столбово — село в Шумихинском районе Курганской области России. Административный центр и единственный населённый пункт Столбовского сельсовета.

## География
Село находится на западе Курганской области, в лесостепной зоне, при автодороге 37Н-2202 (Шумиха — Столбово — Майлык), на расстоянии примерно 16 километров (по прямой) к юго-западу от Шумихи, административного центра района. Абсолютная высота — 167 метров над уровнем моря.
Климат
Климат характеризуется как континентальный с холодной малоснежной зимой и коротким тёплым летом. Средняя температура воздуха самого тёплого месяца (июля) составляет 18,5 °C (абсолютный максимум — 39 °C); самого холодного (января) — −16,8 °C (абсолютный минимум — −48 °C). Среднегодовое количество атмосферных осадков составляет 429 мм, из которых 323 мм выпадает в тёплый период.
Часовой пояс
Село Столбово, как и вся Курганская область, находится в часовой зоне МСК+2. Смещение применяемого времени относительно UTC составляет +5:00.

## История
До 1917 года входило в состав Птиченской волости Челябинского уезда Оренбургской губернии. По данным на 1926 год состояло из 482 хозяйств. В административном отношении являлось центром Столбовского сельсовета Шумихинского района Челябинского округа Уральской области.

## Население
| 1989 | 2002 | 2010 | 2012 | 2013 | 2014 | 2015 |
| ---- | ---- | ---- | ---- | ---- | ---- | ---- |
| 487  | ↘421 | ↘327 | ↘306 | ↘295 | ↘279 | ↘265 |
| 2016 | 2017 | 2018 | 2019 | 2020 |      |      |
| ↗266 | ↘253 | ↗262 | ↘257 | ↘252 |      |      |

По данным переписи 1926 года в селе проживало 2341 человек (1080 мужчин и 1261 женщина), в том числе: русские составляли 99 % населения.
Гендерный состав
По данным Всероссийской переписи населения 2010 года в гендерной структуре населения мужчины составляли 48,9 %, женщины — соответственно 51,1 %.
Национальный состав
Согласно результатам Всероссийской переписи населения 2002 года, в национальной структуре населения русские составляли 97 % из 421 чел.